# Katherine Willoughby, hertiginna av Suffolk
Katherine Willoughby, hertiginna av Suffolk,  i egen rätt, 12:e baronessa Willoughby de Eresby  född den 22 mars 1519, död den 19 september 1580, var en engelsk hovdam, verksam vid, i tur och ordning, Henrik VIII:s, Edvard VI:s och Elisabet I:s hov. Willoughby gjorde sig känd som en vältalig och uppriktig förespråkare av den protestantiska tron, och under Blodiga Marias regeringstid tvingades hon därför fly, och leva i exil i Wesel och Polen.

## Barndom och uppväxt
Katherines mor, María de Salinas, som ingått i det följe av hovdamer som följde med Katarina av Aragonien från Spanien inför bröllopet med den engelske tronföljaren, Artur, prins av Wales, hade också blivit drottningens nära vän. Katherine Willoughbys far var William Willoughby, 11:e baron Willoughby de Eresby, en av Henrik VIII:s hovmän. Katherine föddes den 22 mars 1519 och döptes den 26 mars. 
Kungen visade stor generositet och välvilja mot Katherines föräldrar, då han ansåg att det var gynnsamt att förstärka de band med Spanien som knutits i och med hans eget äktenskap med Katarina av Aragonien, och han namngav till och med ett av sina krigsskepp efter Katherines mor,  Mary Willoughby.  Katherine uppkallades efter drottningen, Katarina av Aragonien, men hennes mors lojala vänskap med drottningen hindrade inte Katherine från att som vuxen bli en av Englands ledande protestanter.

## Äktenskap

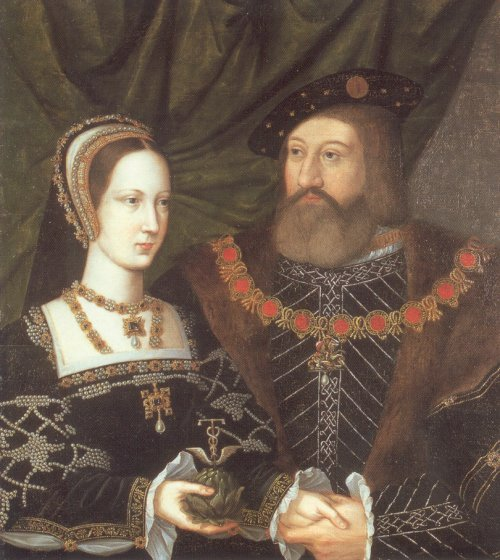
Charles Brandon och Maria Tudor

År 1526 avled Lord Willoughby de Eresby, och Katherine, i egenskap av enda överlevande arvinge, ärvde då titeln och en inkomst på över 15 000 dukater om året. Hon var när detta inträffade sju år gammal. Då Katherine därmed var föräldralös och av adlig familj övergick förmyndarskapet över henne till kungen, i enlighet med rådande lagstiftning. Henrik sålde rätten att vara Katherines förmyndare till sin svåger, hertigen av Suffolk. En farbror till Katherine ifrågasatte hennes rätt som kvinna att ärva egendomar och titeln efter fadern. Hertigen av Suffolk lyckades med kungens hjälp få farbrodern att lägga ner sin talan. Därefter förlovades Katherine med hertigens son och arvinge, earlen av Lincoln. När hertigens hustru, Maria Tudor, änkedrottning av Frankrike och Henrik VIII:s syster, avled år 1533 valde hertigen att bryta förlovningen mellan Katherine och sonen Henry, för att istället själv gifta sig med Katherine. Sonen, den inte fullt artonåriga lord Lincoln, dog året därpå.
Hertigen av Suffolk och hans nya hertiginna fick två barn tillsammans, sönerna Henry och Charles. Genom sitt äktenskap hade Katherine blivit del av det kungliga huset, då kungen i sitt testamente fastslog att successionsrätten i första hand skulle ärvas av ättlingarna till hans yngre syster Maria om det skulle visa sig att hans egen linje, företrädd av sonen Edvard och döttrarna Maria och Elisabet, skulle dö ut. Hertigen och hertiginnan av Suffolk ingick i det hovfölje som stod för den officiella mottagningen av Anna av Kleve när hon anlände i England år 1539 för att gifta sig med Henrik VIII. 
1541 hjälpte Katherine till att planera den eriksgata som kungen företog med sin senaste hustru, Katarina Howard. Denna resa till norra England kom att gå till historien då det var under denna period drottningen gjorde sig skyldig till det intima samröre med hovmannen Thomas Culpeper som kom att leda till hennes avrättning. Uppehållet på hertigens och hertiginnans av Suffolk herresäte Grimsthorpe Castle var dock "ett av de få tillfällen under resan...då Katarina Howard inte misskötte sig". ("One of the very few places on the route ... where Catherine Howard had not misbehaved herself")  .

## Personlighet och tro

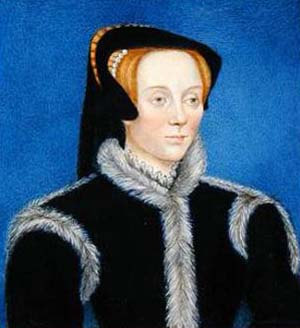
Porträtt föreställande Katherine Willoughby, målad av Hans Holbein d.y.

Under de sista åren av Henrik VIII:s regeringstid hade Katherine Willoughby gjort sig känd för sitt skarpa intellekt, sin vassa tunga och sitt stora intresse för bildning, såväl som för sitt offentliga förespråkande av den reformerta tron. Trots att detta innebar stora risker, då Henrik betraktade lutheraner med stor misstänksamhet, var Katherine uttalat protestant.  Hon utvecklade en varm vänskap med Henriks sista hustru, Katarina Parr, särskilt efter hertigens av Suffolk död år 1545, och hon kom att utöva ett starkt inflytande över drottningens protestantiska tro. År 1546 gav kungen order om att drottningen skulle arresteras på grund av att hon offentligen ventilerat protestantiska uppfattningar, men Katarina lyckades genom att visa stor ånger och underdånighet avvärja detta hot. Katherine Willoughby gav vid ett tillfälle en bankett där man under en sällskapslek ställde henne frågan vilken person hon tyckte sämst om, och hertiginnan namngav prompt biskop Stephen Gardiner. Hon döpte sin lilla sällskapshund, en spaniel, till Gardiner, och det väckte allmän munterhet när hon kallade på den och befallde den att gå fot. Flera år senare, när Gardiner fängslades under Edvard VI:s regeringstid anger källor att Katherine yttrade att: "Det blev stor glädje bland lammen, då vargen spärrades in".
Vid denna tid gick det rykten om att kungen övervägde att skaffa sig en sjunde hustru, genom att göra sig av med drottningen och istället gifta om sig med hertiginnan av Suffolk. Katherine Willoughby var fortfarande bara några och tjugo. I februari år 1547 skrev den holländske diplomaten Van der Delft i ett brev: "Det är med bävan jag rapporterar att det ryktas om en ny drottning. Vissa hävdar att kungen är missnöjd med att drottningen inte skänkt honom några barn, andra menar att det inte kommer att ske någon förändring under det rådande kriget.  Madame Suffolk omtalas ofta i detta sammanhang, och hon åtnjuter stor kunglig gunst, dock har kungen inte förändrat sitt beteende gentemot drottningen även om det sägs att hon är mycket missnöjd med dessa rykten.
Vänskapen mellan de två Katarinorna förblev dock stark, och efter Henrik VIII:s bortgång år 1547 hjälpte Katherine Willoughby till att få Katarina Parrs bok  The Lamentation of a Sinner publicerad.  Hon beskyddade och sponsrade även John Day, som var Englands mest framträdande utgivare av protestantiska skrifter. Från år 1548 och framöver publicerade Day ett stort antal verk dedicerade till hertiginnan av Suffolk, och prydda med hennes heraldiska vapen. Med början år 1550 bidrog hertiginnan även till grundandet av så kallade främlingskyrkor, vars syfte var att tjäna den växande grupp utländska protestanter i England som tvingats fly undan religiös förföljelse på kontinenten, främst i Nederländerna.

## Efter Henrik VIII:s död
När Katarina Parr dog i barnsängsfeber efter att ha gift om sig med Thomas Seymour, 1:e baron Seymour av Sudeley anförtroddes Katherine Willoughby vårdnaden om deras dotter Mary Seymour. Thomas Seymour avrättades för högförräderi år 1549, varpå alla hans egendomar beslagtogs av staten vilket gjorde den lilla flickan Mary arvlös. Hennes vidare öden är okända, då ett brev från Katherine Willoughby till  William Cecil där hon ber om bidrag till barnets underhåll är den sista källan som nämner Mary Seymour. Då det är osannolikt att en dotter till änkedrottningen skulle ha kunnat leva hela sitt liv i total obemärkthet, innebär detta sannolikt att flickan dog vid späd ålder. Flera år senare utsågs hertiginnan av Suffolk även till vårdnadshavare för ett av sina styvbarnbarn, lady Mary Grey efter att denna placerats i husarrest för att ha gift sig utan kungligt tillstånd.
År 1551 avled båda Katherine Willoughbys söner, som då befann sig vid universitetet i Cambridge, med bara en timmes mellanrum efter att ha drabbats av den epidemi som gick under namnet svettsjukan. Denna olycka, som innebar en svår prövning för hertiginnan och hennes tro, fick Katherine att söka vägar att bygga upp ett nytt liv. Hon anställde den nytänkande Hugh Latimer som sin huskaplan,   och gifte om sig med Richard Bertie  (25 december 1516- 9 april 1582), en hovman och medlem av hertiginnans hushåll. Detta äktenskap grundade sig antagligen på kärlek, och en gemensam religiös tro.  Katherines ansträngningar att få sin nya make erkänd som Lord Willoughby de Eresby misslyckades, och officiellt fortsatte hon att tituleras hertiginna av Suffolk. 
År 1555, under Maria I:s regeringstid, tvingades Katherine Willoughby och hennes man liksom många andra protestanter att fly till kontinenten undan religiösa förföljelser. Hur de förföljdes av hertiginnans ärkefiende biskop Gardiner och tvingades fly från gömställe till gömställe i sin exil återberättas i  Foxe's Book of Martyrs, i en skildring som antagligen författades av Richard Bertie själv inför publiceringen av den utgåva av verket som publicerades år 1570.  Efter deras återkomst till England valde paret att bi huvudsakligen på Katherines gods Grimsthorpe i Lincolnshire, när de inte tjänstgjorde vid hovet. Tillsammans hade paret fått barnen Peregrine Bertie, 13:e baron Willoughby de Eresby, som gifte sig med en syster till  earlen av Oxford, och Susan Bertie, grevinna av Kent, som först var gift med  earlen av Kent, och sedan med Sir John Wingfield som var en systerson till Katherine Willoughbys väninna, Bess av Hardwick.

## Barn
1. Henry Brandon, 2:e hertig av Suffolk, född den 18 september 1535, död den 14 juli 1551 till följd av svettsjukan.
2. Charles Brandon, 3:e hertig av Suffolk, född 1537, död den 14 juli 1551 bara en timme efter sin äldre bror, av samma sjukdom.
3. Susan Bertie, född 1554. Hon gifte sig först med Reginald Grey of Wrest, 5:e earl av Kent, och sedan den 30 september 1581 med sir John Wingfield med vilken hon fick två barn,  Peregrine Wingfield och Robert Wingfield.
4. Peregrine Bertie, 13:e Baron Willoughby de Eresby, född den 12 oktober 1555, död år 1601. Han gifte sig år 1577 med Mary de Vere, dotter till John de Vere, 16:e earl av Oxford och dennes hustru Margery Golding.[8] De fick sju barn tillsammans.

## Katherine Willoughby i litteratur och populärkultur
- Förespråkare av teorin att det var Edward de Vere, 17:e earl av Oxford som var den verklige författaren bakom William Shakespeares pjäser har föreslagit att Katherine, med sin starka personlighet, kan ha varit förebild till karaktären Paulina i En vintersaga.
- Berättelsen om den tid Katherine och Richard Bertie tvingades leva i exil inspirerade trubaduren Thomas Deloney att skriva balladen The Dutchess of Suffolk's Calamity som publicerades och blev populär år 1607.
- Samma berättelse inspirerade författaren Thomas Drue att skriva pjäsen  The Life of the Duchess of Suffolk som publicerades år  1624.
- Katherines andra äktenskap, med en medlem av hennes hushåll och troligen grundat på kärlek, har också föreslagits som en förebild till  John Websters The Duchess of Malfi.
- En skönlitterär version av berättelsen om Katherine Willoughbys liv återfinns i romanen The Sixth Wife: A Novel av Suzannah Dunn
- I serien The Tudors spelas rollen som Katherine Willoughby av Rebekah Wainwright. I serien framställs hon inledningsvis som en katolik, och anhängare till drottningen Katarina av Aragonien, vilket sannolikt bygger på att man valt att slå samman Katherine Willoughby och hennes mor, Maria de Salinas, till en och samma karaktär.